# Сан-Луїс (Бразилія)
Сан-Луїс (порт. São Luís) — бразильське місто, столиця штату Мараньян. Є єдиним великим бразильським містом, заснованим французами під час тимчасової окупації території та створення на ній колонії Екваторіальна Франція.

## Географія
Місто розташоване на острові Сан-Луїс, в затоці Баїя-ді-Сан-Маркус Атлантичного океану, в районі дельти річок Пандаре, Меарім, Ітапекуру та кількох дрібніших. 

### Клімат
Місто знаходиться у зоні, котра характеризується кліматом тропічних саван. Найтепліший місяць — листопад із середньою температурою 26.9 °C (80.4 °F). Найхолодніший місяць — березень, із середньою температурою 25.6 °С (78.1 °F).
| Клімат Сан-Луїса        | Клімат Сан-Луїса | Клімат Сан-Луїса | Клімат Сан-Луїса | Клімат Сан-Луїса | Клімат Сан-Луїса | Клімат Сан-Луїса | Клімат Сан-Луїса | Клімат Сан-Луїса | Клімат Сан-Луїса | Клімат Сан-Луїса | Клімат Сан-Луїса | Клімат Сан-Луїса | Клімат Сан-Луїса |
| Показник                | Січ.             | Лют.             | Бер.             | Квіт.            | Трав.            | Черв.            | Лип.             | Серп.            | Вер.             | Жовт.            | Лист.            | Груд.            | Рік              |
| Абсолютний максимум, °C | 33,6             | 36               | 32,8             | 33               | 33,2             | 33,1             | 32,7             | 34,4             | 34               | 33,2             | 34,4             | 33,8             | 36               |
| Середній максимум, °C   | 30               | 29,4             | 29,4             | 29,6             | 30,1             | 30,4             | 30,2             | 30,7             | 31               | 31,2             | 31,4             | 31,1             | 30,4             |
| Середня температура, °C | 26,1             | 25,7             | 25,6             | 25,8             | 25,9             | 25,9             | 25,6             | 25,9             | 26,3             | 26,6             | 26,9             | 26,7             | 26,1             |
| Середній мінімум, °C    | 23,5             | 23,1             | 23               | 23,1             | 23,1             | 22,9             | 22,6             | 23               | 23,5             | 23,7             | 24               | 24               | 23,3             |
| Абсолютний мінімум, °C  | 20               | 20,1             | 17,9             | 13,1             | 20,2             | 20,6             | 18,1             | 20,3             | 20,9             | 21,2             | 21,6             | 20               | 13,1             |
| Норма опадів, мм        | 260.2            | 344.4            | 404.2            | 361.2            | 330.3            | 206              | 143.7            | 25.8             | 14.9             | 12.9             | 19.3             | 98.5             | 2196             |
| Днів з опадами          | 12               | 16               | 19               | 20               | 15               | 10               | 7                | 3                | 1                | 2                | 1                | 5                | 111              |
| Вологість повітря, %    | 85               | 88               | 89               | 90               | 89               | 86               | 86               | 84               | 81               | 81               | 79               | 81               | 84.9             |
| ----------------------- | ---------------- | ---------------- | ---------------- | ---------------- | ---------------- | ---------------- | ---------------- | ---------------- | ---------------- | ---------------- | ---------------- | ---------------- | ---------------- |
| Джерело: Weatherbase    |                  |                  |                  |                  |                  |                  |                  |                  |                  |                  |                  |                  |                  |

## Населення
Власне місто має населення 998 385 мешканців (оцінка IBGE на 2006 рік), агломерація має 1 227 659 мешканців (16-та в Бразилії).

## Економіка
Місто є великим морським портом, через його термінали Понта-да-Мадейра і Порту-ду-Ітакі проходить значна частина бразильської добичі залізної руди, що добувається в Амазонії. Основною галуззю промисловості міста є металургія, тут розташовані великі заводи компаній Alcoa і Vale do Rio Doce. 

## Культура
Центр міста містить численні добре збережені зразки архітектури колоніального періоду і часів імперії, особливо місто відомо декоративною плиткою, якою облицьовані багато будівель. В 1997 році центр міста отримав статус Світової спадщини ЮНЕСКО.
Також у місті розташований Федеральний університет штату Мараньян.